# Leigrijze muggeneter
De leigrijze muggeneter (Conopophaga ardesiaca) is een zangvogel uit de familie Conopophagidae (muggeneters).

## Verspreiding en leefgebied
Deze soort komt voor in Peru en Bolivia en telt twee ondersoorten:
- C. a. saturata: zuidoostelijk Peru.
- C. a. ardesiaca: van zuidelijk Peru tot zuidelijk Bolivia.

## Status
De grootte van de populatie is niet gekwantificeerd maar de soort wordt omschreven als vrij algemeen. Op de Rode lijst van de IUCN heeft deze soort de status niet bedreigd.